# Ícolo e Bengo
Ícolo e Bengo foi uma cidade e município da província de Luanda, em Angola. O município foi extinto no bojo da reforma administrativa implementada em janeiro de 2025.
Segundo as projeções populacionais de 2018, elaboradas pelo Instituto Nacional de Estatística, tinha com uma população de 126 935 habitantes e área territorial de 3 819 km².
Localizava-se no leste da província, sendo limitado a norte pelo município do Dande, a leste pelo município de Cambambe, a sul pelo município da Quissama e a oeste pelos municípios de Viana e Cacuaco.
O município de Ícolo e Bengo estava subdividido em cinco comunas, sendo a sede, que conservava o mesmo nome, e as comunas-distritos urbanos de Bom Jesus do Cuanza, Cabiri, Cassoneca e Caculo Cahango. Sua centralidade-base estava situada nos arredores do então bairro do Catete.

## Etimologia

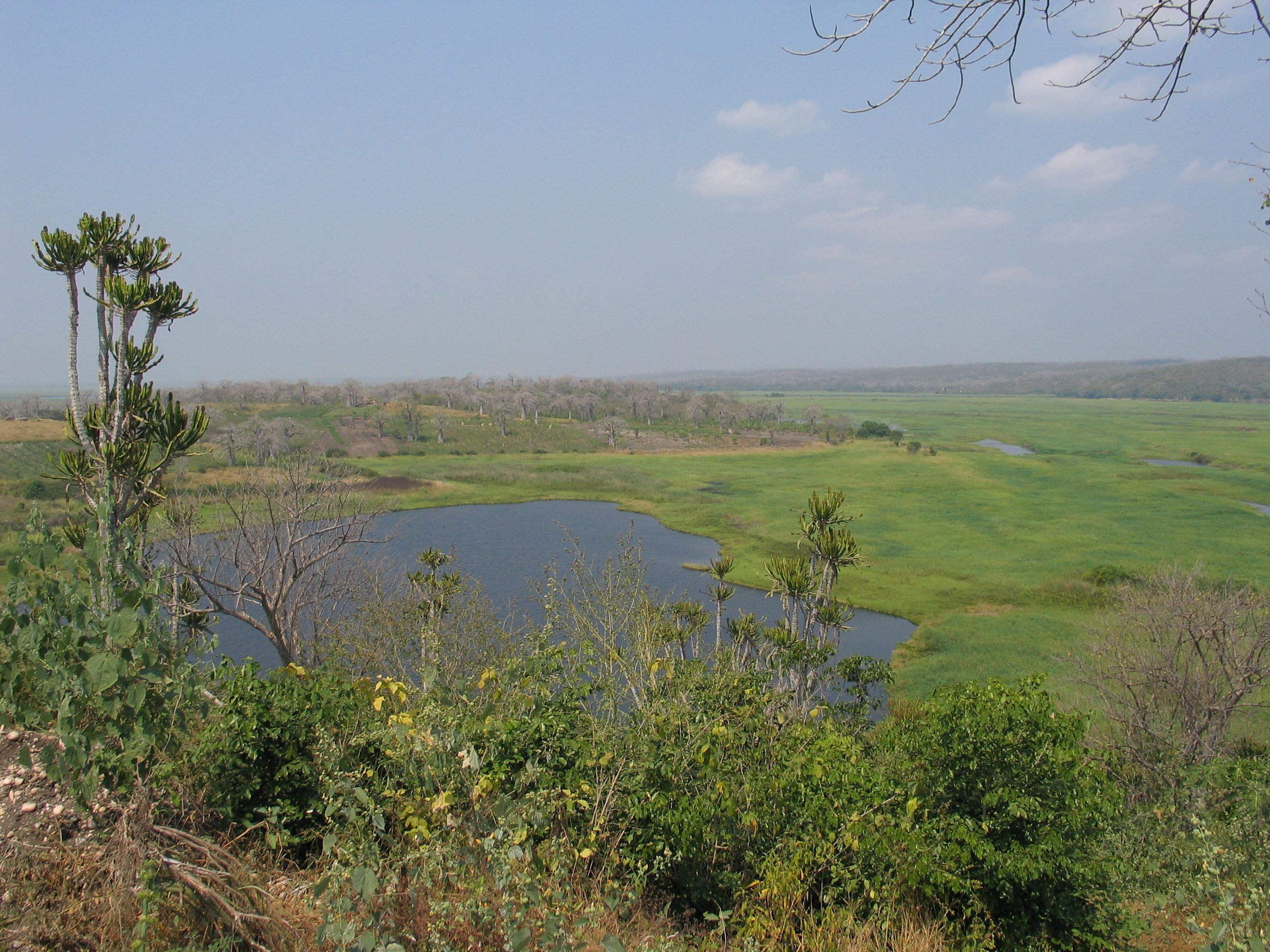
As planícies alagadiças do Cacefo, localizadas na macrozona geográfica do rio Cuanza, em 2008.

O termo Ícolo e Bengo provém do termo da língua quimbundo mu ikolo ya nbengo, que significa "vale largo e extenso", numa referência à grande planície fértil entre os rios Bengo (ao norte) e Cuanza (ao sul) em que está localizado o território municipal.

## História
A zona territorial municipal esteve no centro dos investimentos do Ramal do Alto Dande na primeira década do século XX. Foi construída uma linha férrea em Sistema Decauville, que unia inicialmente as localidades de Cabiri e Catete, e nesta ligava-se ao Caminho de Ferro de Luanda. Posteriormente o ramal foi estendido até Caxito, mas foi desativado.
A transferência do concelho-sede, de Cabiri para o Catete, aconteceu em outubro de 1921.
No contexto da luta anticolonial, a população de Ícolo e Bengo organizou uma marcha em protesto pela libertação de Agostinho Neto em 1960, um dos primeiros atos de rebeldia explícita na colónia no pós-segunda guerra mundial. As autoridades coloniais responderam violentamente com munição — trinta pessoas foram assassinadas e duzentas feridas no "Massacre de Ícolo e Bengo".
Em 2011 o Ícolo e Bengo foi transferido da província do Bengo para a província de Luanda, no seguimento da reforma administrativa das duas províncias.
Desde a aprovação do "Plano Diretor Geral Metropolitano de Luanda", em 2015, o Ícolo e Bengo deixou de ser um município com multicentralidades ancoradas nas suas cinco comunas, para uma só cidade, composta de cinco comunas que também são distritos urbanos. O Catete deixou de ser uma comuna para tornar-se um bairro-distrito, a real centralidade da cidade de Ícolo e Bengo. O mesmo plano inseriu a cidade do Ícolo e Bengo como uma das componentes da "Região Metropolitana de Luanda".

## Geografia
Localizado numa grande planície fértil entre os rios Bengo (ao norte) e Cuanza (ao sul), o município do Ícolo e Bengo era particularmente abundante em fontes d'água, sendo banhado por muitos rios, lagos e lagoas, chegando a ser chamado de "mesopotâmia de Angola". Dentre seus lagos e lagoas destacam-se: Quilunda, Quiminha, Tôa, Cauigia e Cabemba.

## Economia

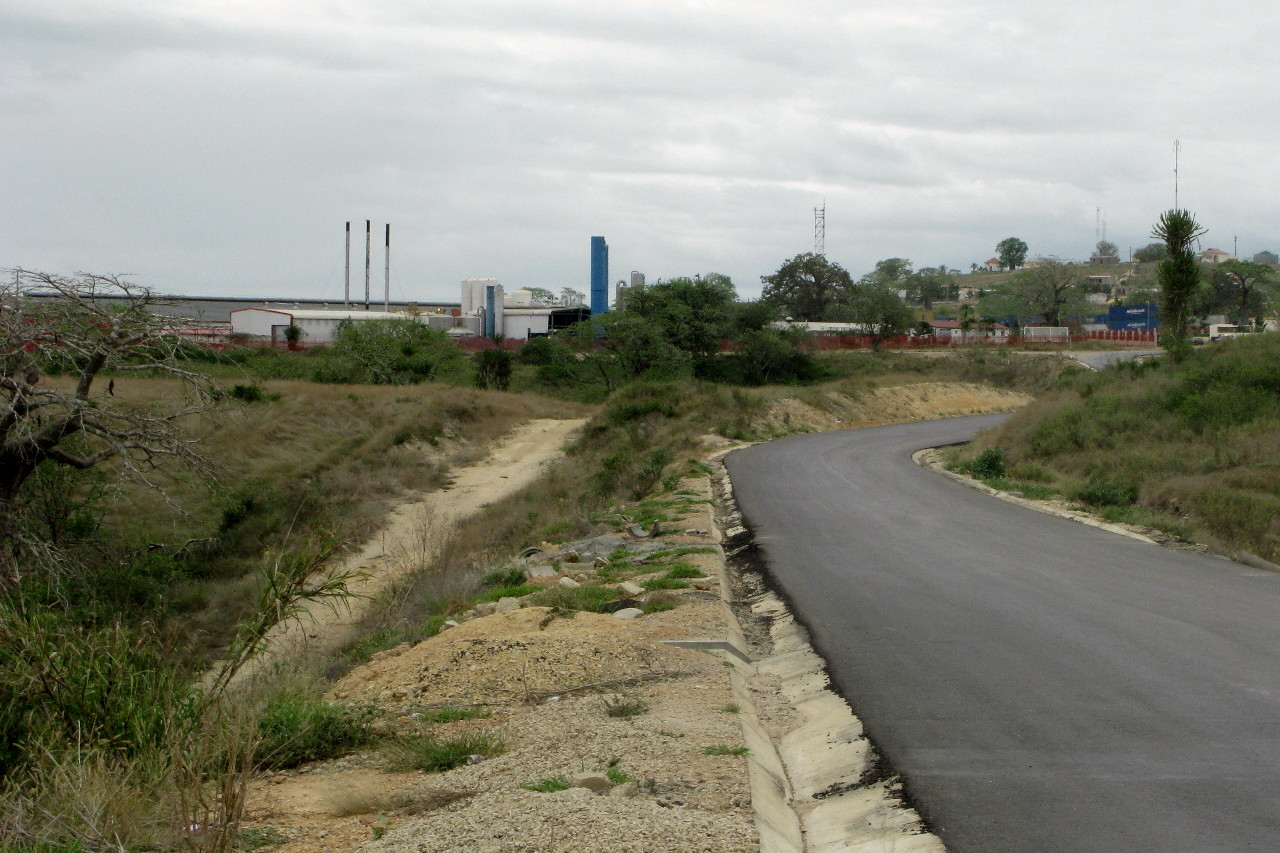
Zona industrial da cidade do Ícolo e Bengo, em 2009.

A estrutura económica do Ícolo e Bengo encontrava-se essencialmente ao longo da rodovia EN-230, onde assentam-se as plantas de industrias de transformação e construção civil. Há ainda um importante sector comercial, de transportes e de serviços. Na indústria extrativa, há ainda frações de massa salarial advinda da mineração industrial.
Neste município estavam alguns dos mais vitais polos agrícolas e pesqueiros da província de Luanda, incluindo a Mabuia e o destacado Pólo Agrícola da Quiminha, o maior projeto integrado de agricultura em Angola, que se beneficia da lagoa da Quiminha para irrigação. Na zona da Quiminha e no restante do território icolense, produz-se importantes excedentes de mandioca, batata doce, feijão, amendoim e gergelim.

## Infraestrutura

### Transportes

#### Ferrovia
As estações ferroviárias de Hia, Catete e Barraca estavam em território municipal e eram servidas por comboios suburbanos, de médio e de longo curso do Caminho de Ferro de Luanda. Além disso há a prevsão de funcionamento do Ramal do Aeroporto e da Estação Ferroviária do Aeroporto.

#### Rodovias
A principal rodovia de Ícolo e Bengo é a EN-230 (Estrada Luanda-Catete), que a ligava tanto à Luanda, quanto ao restante da nação; outra rodovia importante é a EN-110, que ligava o município ao Cacuaco (ao noroeste) e à Quissama (ao sul).